# Dream Theater
Dream Theater is een Amerikaanse progressieve-metalband, opgericht door drie studenten van het Berklee College of Music midden jaren 80.
De bandleden staan bekend om hun technische bekwaamheid op hun instrumenten, waarvoor ze veel onderscheidingen van muziekbladen hebben gekregen. Deze bekwaamheid zorgt er ook voor dat ze door critici worden gezien als een prototype van een progrockband, met een neiging om zichzelf te verliezen in lange solo's en lange instrumentale passages. Ondanks deze kritiek staat de band hoog in aanzien bij collega-muzikanten.
Dream Theater is ook bekend vanwege hun muzikale veelzijdigheid en de vele genres die ze in hun eigen muziek opnemen. Hierdoor is het mogelijk voor Dream Theater om op te treden met een grote verscheidenheid aan andere sterren. Sommige bands waarmee Dream Theater heeft getoerd zijn: Yes, Marillion, Emerson, Lake and Palmer, Joe Satriani, Queensrÿche, Megadeth, Opeth, Fear Factory, Deep Purple, Spock's Beard, Pain of Salvation, Symphony X en Iron Maiden.

## Wederopstanding van de progressieve rock
Aan Dream Theater, samen met Queensrÿche, Tool en Fates Warning, wordt de terugkomst van de progressieve muziek in de late jaren 80 en begin jaren 90 toegeschreven. De muzieksoort stond toen bijna een decennium stil en voormalige zwaargewichten als Yes en Genesis waren meer richting de poprock gegaan. Wel waren er bands als Marillion maar die werden als minder progressief gezien dan de bands uit de jaren 70.
De progressieve bands uit de jaren 70 en 80 hebben een grote invloed op de composities van Dream Theater, maar ook modernere bands, zoals Metallica en Iron Maiden hebben bijgedragen aan de muzikale vorming van Dream Theater. De unieke mix van jaren 70 progressieve rock en jaren 80 heavy metal kreeg de naam progressieve metal. Hoewel Queensrÿche in de jaren 80 het pionierswerk deed, dat tot mainstream succes leidde met hun album Empire, wordt Dream Theater gezien als de band die het genre definieert. Queensrÿche, Dream Theater en Fates Warning zijn verantwoordelijk voor een scherpe stijging in het aantal progressieve metal bands na 1990.

## Geschiedenis

### 1986–1990

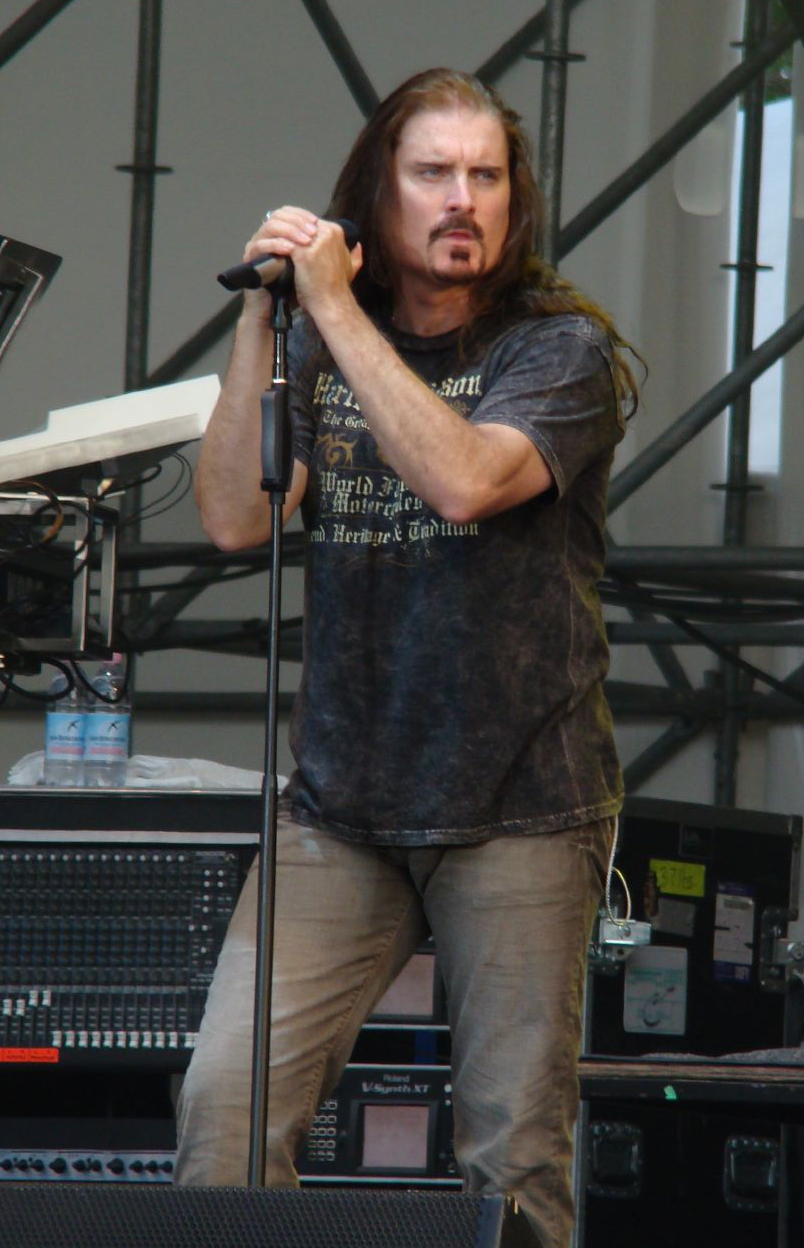
James LaBrie voegde zich als zanger bij Dream Theater in januari 1991. Foto uit 2007

Dream Theater is opgericht in 1986 door gitarist John Petrucci, bassist John Myung en drummer Mike Portnoy terwijl zij studeerden aan de Berklee College of Music in Boston. Kevin Moore, een schoolkameraad van Petrucci op de highschool, werd gerekruteerd om keyboards te spelen en Chris Collins werd gevraagd als zanger.
Het vijftal noemde hun band Majesty, op voordracht van Mike Portnoy en geïnspireerd door zijn omschrijving van het afsluitende stuk Bastille Day van Rush. Zij verlieten de school om zich aan hun band te wijden.
In november 1986, na een aantal maanden samen nummers te hebben geschreven en te hebben samengespeeld, verliet Chris Collins de band. Na een jaar werd de oudere en meer ervaren Charlie Dominici als zanger gevonden. Met deze aanstelling werd de band stabieler en de band begon meer op te treden in en rond New York en verkreeg zo aardig wat aandacht voor een band die nog geen album uit had.
Hun eerste grote opnameproject was The Majesty Demos, een verzameling ideeën en demo's, dat werd uitgegeven in 1987. De eerste oplage van 1000 stuks was binnen zes maanden uitverkocht en kopieën van de Compact cassette verspreidden zich als een lopend vuurtje onder progressieve metalfans.
Kort nadat de demo's waren uitgekomen, werden ze gedwongen tot naamsverandering. Een andere band was al bekend onder de naam Majesty en dreigde met gerechtelijke stappen. Verschillende alternatieven passeerden de revue, tot Portnoys vader de naam Dream Theater aandroeg. Pa Howard Portnoy ontleende de naam aan een bioscoop in Californië, genaamd The Dream Theater.
Zij tekenden hun eerste platencontract in 1988 bij Mechanic, een divisie van het vroegere Music Corporation of America (MCA Inc.), en maakten plannen om hun debuutalbum op te nemen.
When Dream and Day Unite werd uitgegeven in 1989 met minder ophef dan verwacht. Mechanic brak de financiële beloften die ze hadden gedaan voordat de band het contract had getekend. Dream Theater kon alleen optreden in New York en de promotietournee bestond maar uit vijf concerten.
Na vier optredens werd zanger Dominici ontslagen wegens persoonlijke en creatieve meningsverschillen.
Kort hierna kreeg de band het aanbod van Marillion om een concert te openen in The Ritz in New York. Dominici kreeg dus nog een kans om op te treden. Hierna zou het twee jaar duren voor Dream Theater weer een definitieve zanger had.

### 1991–1994
Na het ontslag van Dominici, vocht Dream Theater met succes om het contract met Mechanic te verbreken.
Ze begonnen met audities voor nieuwe zangers en schreven materiaal voor hun volgende album. Totdat zij een vervangende zanger hadden, schreven ze het leeuwendeel van de muziek voor dat album, Images and Words.
Op hun zoektocht naar een nieuwe zanger, deden meer dan 200 zangers auditie. Stephen Michael Stone en Chris Cintron waren aangenomen, maar kort daarna ontslagen. In 1991 ontvingen ze een tape van de Canadese zanger, Kevin James LaBrie, destijds van de band Winter Rose. Hij werd onmiddellijk naar New York gevlogen voor een goede auditie. Na een korte jam sessie werd hij aangesteld als nieuwe zanger.
Omdat er al twee andere bandleden met eenzelfde voornaam waren (John Myung en John Petrucci) gebruikte Kevin LaBrie zijn 2e naam James als artiestennaam om verwarring te voorkomen met toenmalig toetsenist Kevin Moore.
In de volgende maanden hervatte de band hun optredens en werkten aan de vocalen voor de muziek die ze tot dat punt hadden geschreven. ATCO Records (Rhino Entertainment) gaf Dream Theater een contract voor zeven albums op basis van hun reputatie en een drie nummers tellende demo. Deze werd later uitgegeven door de fanclub onder de naam The ATCO Demos.
Hun eerste album onder hun nieuwe contract was Images and Words in 1992, opgenomen in BearTracks Recording Studio, Suffern NY. Het nummer Metropolis Part 1: The Miracle and the Sleeper stond gepland als albumopener, om commerciële redenen werd dit veranderd en is Pull Me Under het eerste nummer op I&W geworden.
De nieuwe albumopener Pull Me Under werd veel gedraaid op de radio in Amerika, en van het platenlabel kreeg de band toestemming voor een videoclip. Deze clip werd veel getoond op MTV.
Het succes van Pull Me Under, gecombineerd met onafgebroken toeren door de Verenigde Staten en Japan zorgde voor een gouden respectievelijk platina plaat in deze landen. Een Europese tour volgde in 1993, waarbij ook de befaamde Marquee jazz club werd aangedaan. Opnames van dit concert verschenen onder de naam Live At The Marquee, het eerste officiële livealbum. Aansluitend werden ook video opnamen van Japanse concerten (gemixt met back stage en documentaire-achtige beelden) uitgebracht als Images and Words: Live in Tokyo.
In 1994 trok Dream Theater zich terug in de studio om te werken aan nieuw materiaal. In deze sessies werkte de band voor het eerst samen als geheel om muziek te schrijven voor een album. Het album Awake werd uitgebracht in oktober 1994 dat zeer gemengd werd ontvangen door de fans. Kort voordat het album werd gemixt, verklaarde Kevin Moore muzikaal een andere richting op te willen en zich op zijn eigen carrière wilde richten. Hij verliet Dream Theater. Na een stabiele twee jaar werd de band weer geconfronteerd met onzekerheid.
Als vervanging van Moore werd Jordan Rudess, een opkomende ster, uitgenodigd om bij de band te komen spelen. Het optreden ging goed, maar Rudess wees de uitnodiging af omdat hij er op dat moment niet klaar voor was. Hij was net vader geworden en besloot om liever bij The Dixie Dregs te gaan inspelen in plaats van bij Dream Theater. Derek Sherinian werd vervolgens ingehuurd als toetsenist. Op het eind van de Awake tour, was Sherinian aangesteld als vaste toetsenist.

### 1995–1998
Na een petitie van fans aan EastWest Records, bracht de band hun onuitgebrachte nummer A Change of Seasons uit als ep, met een collectie van live covernummers (met onder andere nummers van Pink Floyd, Elton John, Genesis, Rush en Queen). Na een korte tournee om dit album te promoten, dook Dream Theater de studio in voor hun nieuwe album.
Er werd genoeg materiaal geschreven voor twee cd's, waaronder een 20 minuten durend nummer als vervolg op Metropolis Part 1: The Miracle and the Sleeper van het album Images and Words. Het platenlabel stond niet toe dat er een dubbel cd werd uitgebracht omdat ze dachten dat dit door het gewone publiek niet zou worden gekocht. De helft van het aantal nummers moest afvallen. De originele Metropolis part 2 demoversie zou volgens drummer Mike Portnoy nooit worden uitgebracht, echter in 2007 is het nummer toch uitgebracht via het eigen label van de band Ytsejam Records.
Om de band te dwingen meer mainstream te klinken, werd producer Desmond Child ingehuurd om met Petrucci het nummer You Or Me te herschrijven. De hele band hielp hieraan mee, en het nummer verscheen als You Not Me op het album, waarbij het weinig meer leek op het originele nummer.
Het album Falling Into Infinity werd ook zeer gemengd ontvangen. Hoewel er een aantal zeer progressief klinkende nummers opstond, werden nummers als You Not Me gezien als voorbode van meer mainstream gerichte muziek, zoals Empire bij Queensrÿche het keerpunt was geweest. Zowel commercieel als kritisch was het album een teleurstelling.
In recente jaren is het album enigszins meer in de smaak komen te vallen bij fans. Interesse werd opgewekt toen Portnoy bekendmaakte dat de onuitgegeven nummers alsnog zouden worden uitgegeven via zijn eigen label, YtseJam Records.
Tijdens hun Europese tournee werden twee shows opgenomen in Frankrijk en Nederland voor een livealbum dat de title Once in a LIVEtime zou krijgen. Dit album werd gelijk uitgegeven met de video 5 years in a LIVEtime, met opnames vanaf Awake tot de Falling Into Infinity tour.
In 1997 werd door Magna Carta Records aan Mike Portnoy gevraagd om zijn supergroep samen te stellen. Dit werd het eerste van vele bijprojecten van de leden van Dream Theater. In één week tijden namen Portnoy en Petrucci samen met Tony Levin op bas en Jordan Rudess op keyboards een cd op. De band, met als naam Liquid Tension Experiment (LTE), fungeerde als medium om Rudess nogmaals over te halen om bij Dream Theater te komen. Dit deed hij in 1999 en werd daarmee de derde fulltime toetsenist van Dream Theater. Helaas voor Sherinian betekende dit zijn ontslag.

### 1999–2005
Met Jordan Rudess in hun gelederen, trok Dream Theater weer de BearTracks Studio in om te werken aan hun volgende album. Vermoedelijk als gevolg van het tegenvallende Falling Into Infinity kreeg de band carte blanche van de platenmaatschappij. Het vervolg op Metropolis Part 1, geschreven tijdens de opnamen voor hun laatste album, werd van de plank gehaald en verder bewerkt.
Er werd besloten om het 20 minuten durende nummer uit te breiden tot een compleet conceptalbum waarbij het verhaal zich rond de thema's reïncarnatie, moord en verraad zou afspelen. Om de fans niet het hoofd op hol te brengen, werd een sluier van geheimzinnigheid rond het album opgeworpen. Het enige dat fans te horen kregen was een lijst met songtitels (tegen de wens van de band in) en een verschijningsdatum.
De titel van het album en het feit dat het een concept album zou zijn, werd geheimgehouden.
In 1999 wordt  Metropolis, Pt. 2: Scenes from a Memory uitgebracht en het album ontvangt zeer goede kritieken. Het wordt gezien als het meesterwerk van de band, door zowel critici als fans. De tournee die volgt, duurt meer dan een jaar en Dream Theater bezoekt meer landen dan ze ooit hebben gedaan tijdens een tournee.
Tijdens een speciale show in de Roseland Ballroom in New York werden acteurs ingehuurd om het verhaal van het album te spelen. Filmbeelden hiervan werden tijdens het concert vertoond. Een gospelkoor was ingehuurd om met sommige nummers mee te zingen en gospelzangeres Theresa Thomason zong bij één nummer de rol van het vrouwelijke hoofdpersonage, Victoria. Deze show werd opgenomen voor de eerste dvd-uitgave van de band, Metropolis 2000: Scenes from New York. Begin 2001 werd deze dvd uitgebracht en kort daarna maakte de band bekend dat het vier uur durende concert ook op cd zou verschijnen. Veel nummers haalden de dvd niet wegens ruimtegebrek.
Dream Theater ging weer naar BearTracks Studio om hun zesde album op te nemen. Vier jaar na hun verzoek om een dubbelalbum op te nemen, kregen ze hiervoor toestemming van de platenmaatschappij. De dubbelaar Six Degrees of Inner Turbulence bestaat uit twee gedeelten. De eerste schijf bevat vijf losstaande nummers (variërend van 5 tot ruim 13 minuten). De tweede schijf bevat het 42 minuten durende titelnummer. Ook dit album werd goed ontvangen door de critici.
Het volgende anderhalf jaar traden ze op over de hele wereld, waarbij ze in sommige steden speciale cover optredens gaven. Tijdens deze concerten zouden ze Metallica's Master of Puppets en Iron Maidens The Number of the Beast volledig spelen.
Na hun tournee en een korte rustperiode, ging Dream Theater weer de studio in om te werken aan het Train of Thought album, het zwaarste album tot dan toe. Hoewel goed ontvangen door critici, vervreemdden ze veel fans door meer te kiezen voor moderne invloeden zoals Metallica en Tool in plaats van oudere bands als Yes.
Tijdens de tournee van Train of Thought namen ze de dvd Live at Budokan op in de wereldberoemde hal Nippon Budokan. Deze dvd bevestigde de reputatie van Dream Theater als een van de leidende bands in de progressieve metal.
Na beëindiging van hun tournee, nam Dream Theater hun intrek in The Hit Factory studio om te werken aan hun achtste album, Octavarium. Zij bleken de laatste band te zijn die ooit in deze studio heeft opgenomen. Nadat de opnames waren beëindigd, werd voor de laatste keer het licht uitgedaan in de studio.
Het album, uitgebracht in juni 2005, was het laatste van hun albumcontract bij Elektra Records.

### 20 jaar Dream Theater, 2006–2010
Op 1 april 2006, de laatste dag van de Octavarium-wereldtournee; de tournee waarin het 20-jarig bestaan van Dream Theater is gevierd heeft de band in New York gespeeld in de 'Radio City Music Hall'. Tijdens de tweede set speelde Dream Theater samen met een orkest. Het concert is opgenomen voor een dvd/cd.
Eind januari 2007 werd door Mike op zijn website een oproep geplaatst waarin hij vraagt om fans die in de buurt van New York wonen naar de Avatar studio in New York te komen om wat in te zingen voor het 9e Dream Theater album Systematic Chaos. Wat de aanwezige fans hebben ingezongen is terug te horen in Prophets Of War en in het tweede deel van het nummer In The Presence Of Enemies.
Systematic Chaos is tevens het eerste album dat wordt uitgebracht nadat de band voor 2 albums heeft getekend bij het platenlabel Roadrunner Records.
Het tiende studioalbum met als titel Black Clouds & Silver Linings is uitgebracht op 19 juni 2009.

### Het vertrek van Mike Portnoy enA dramatic turn of events
In een interview in juni 2010, maakte zanger James Labrie bekend dat de band een pauze zou in lassen tot aan januari, en vervolgens zouden beginnen aan de opnames van een nieuw album.
Op woensdag 8 september 2010 maakte Mike Portnoy bekend dat hij de band zou gaan verlaten.
De resterende bandleden nodigden zeven drummers uit om auditie te doen. Op 5 november maakte de band aan de drummers die auditie hadden gedaan, bekend wie van hen het was geworden. Mike Mangini werd de nieuwe drummer van Dream Theater. Dit werd pas in april 2011 openbaar gemaakt middels een documentaire die op YouTube verscheen onder de naam The spirit carries on, tevens de titel van een nummer van Dream Theater.
Op 7 juni 2011 maakte gitarist John Petrucci via Facebook en Twitter bekend dat het nieuwe album A Dramatic Turn of Events zal gaan heten. Op 8 juni 2011 werd via de website van de band bekendgemaakt welke nummers op het album staan.

### Dream Theater en verder
Tijdens de tournee A Dramatic Tour of Events begon de band met het schrijven voor het twaalfde studio-album. Tijdens soundchecks jamde de band en nam ideeën op. Petrucci bracht ook muziek in die hij al had geschreven. Na de tournee nam de band een pauze, maar bleef wel doorschrijven aan de nummers. In december 2012 verlengde de band het platencontract met Roadrunner Records en begin 2013 gingen ze de studio in.
Het album Dream Theater werd uitgebracht op 23 september in 2013 en belandde op de Billboard 200 chart op plek nummer 7. Het was het derde album op rij dat in de top 10 terechtkwam. Ook in 24 andere landen bereikte het album de top 10. Hieronder waren Japan, Duitsland, Argentinië, Nederland, Finland, Italië, Zwitserland, Canada, Denemarken, Noorwegen, Oostenrijk, Australië en het Verenigd Koninkrijk.
In november 2013 bracht Dream Theater nog een livealbum uit, Live at Luna Park, van de voorgaande tournee.
In januari 2014 deelde John Petrucci mee dat de band al begonnen was met voorbereidend werk voor het 13e studio-album. In juli 2014 bracht de band een boxset uit met alle studio-albums van 1992 tot en met 2011 uit. Het debuutalbum zat hier dus niet bij.
Begin 2015 ging de band de studio in voor het 13e studio-album. Dit conceptalbum werd uitgebracht op 29 januari 2016 met als titel The Astonishing. Hierna volgde een wereldtournee waarbij de band veelal optrad in theaters. In 2019 en 2021 bracht de band nog twee studio-albums uit met Mike Mangini.

### Terugkeer Mike Portnoy
Op 25 oktober 2023 maakte Dream Theater via hun website en social media bekend dat Mike Portnoy na 13 jaar afwezigheid, terug zou keren bij de band. Daarnaast kondigde zij aan de studio in te gaan voor hun 16e studio album.

## Concertreputatie
Door hun carrière heen, zijn de shows van Dream Theater geleidelijk groter, langer en meer afwisselend geworden. In het begin weken hun shows niet veel af van andere progressieve metalbands, maar na enkele jaren kwam er steeds meer variatie.
Ook de lengte is een uniek element van Dream Theater-concerten. Hun optredens sinds Six Degrees of Inner Turbulence hebben allemaal de naam Evening with..., waarbij de band minimaal drie uur optreedt met een pauze en zonder openingsband. De show die werd opgenomen voor de dvd Live Scenes From New York duurde vier uur en zorgde ervoor dat Mike Portnoy voor behandeling naar het ziekenhuis moest.
Humor en improvisatie waren een belangrijk onderdeel van een Dream Theater-concert toen oprichter Portnoy nog bij de band zat. Zo konden fans uit het publiek worden gepikt om mee op te treden. Een voorbeeld hiervan kan worden gezien op de dvd Live at Budokan tijdens de drumsolo. Ook zet de band het nummer Happy Birthday in als een bandlid of iemand van het personeel jarig is. Dit eindigt meestal met een taart die tegen de jarige wordt gegooid.
Tijdens Derek Sherinians tijd bij de band verwisselden de bandleden van instrument bij sommige shows en traden op als Nightmare Cinema (de tegenpool van Dream Theater). Meestal voerden ze dan een cover uit van Deep Purples Perfect Strangers.

## Logo en afbeeldingen
Vroeg in hun bestaan nam Dream Theater een eigen logo, bekend als het Majestysymbool, en lettertype dat op het meeste van hun promotioneel materiaal is gebruikt. Zelfs nadat de band de naam Majesty moest
laten vallen, is het toch hun officiële handelsmerk gebleven.
Het Majestysymbool komt van het teken van Maria I van Schotland. Het is bewerkt door Charlie Dominici voor de albumhoes van When Dream and Day Unite. Het niet duidelijk voorkomen van het logo op de albumhoes van Falling Into Infinity en het niet voorkomen op de albumhoes van Once in a LIVEtime werd door sommige fans geïnterpreteerd als bevestiging dat Dream Theater hun progressieve wortels aan het kwijtraken was. Deze twee albumhoezen zijn echter ontworpen door Storm Thorgeson, en deze kunstenaar wilde niet werken met lettertypes die door anderen zijn gemaakt. Op Scenes From a Memory was het logo weer aanwezig en sindsdien heeft het een plaats gekregen op ieder album.

## Bootlegcultuur
Dream Theater is een van de bands waarvan heel veel bootlegs zijn verschenen. Sinds hun eerste vijf optredens in New York als Majesty circuleren er al bootlegs en bijna elk concert is wel opgenomen door fans. Van sommige concerten circuleren wel drie of vier versies en er zijn zeer professioneel klinkende bootlegs uitgebracht.
Mike Portnoy, vroeger zelf een groot verzamelaar van bootlegs, heeft er geen problemen mee, maar niet elk bandlid is blij met de bootlegs. Petrucci heeft liever dat de  personen in kwestie eerder genieten van een concert in plaats van zich bezig te houden met het opnameniveau van hun recorder. LaBrie vindt dat het de controle over Dream Theater weghaalt bij de band. Myung is tegen bootlegs, maar tilt er niet zo zwaar aan.
Ongeacht hun persoonlijke mening over bootlegs, is elk bandlid bereid om bootlegs te signeren als fans daar om vragen. Middels de platenmaatschappij YtseJam Records heeft Dream Theater zelf een aantal bootlegs uitgegeven.

## Covers
Hoewel Dream Theater altijd bekend heeft gestaan door het spelen van nummers van andere artiesten, nam Dream Theater de overtreffende stap door tijdens de tournee Six Degrees of Inner Tourbulence op drie speciale concerten (Barcelona, Chicago en New York) na hun normale set, het album Master of Puppets van Metallica volledig te spelen. Dit kwam als een complete verrassing voor de fans, die bij de toegang alleen een bord hadden zien staan dat de concerten extra special zouden zijn.
Portnoy bedacht deze coveroptredens als eerste in een serie van concerten waarbij ze invloedrijke bands zouden coveren. Sommige fans klaagden over het concert omdat ze naar het concert kwamen voor Dream Theater. Andere fans zagen het als een bonus, de nacht ervoor was altijd al een normaal concert geweest.
In het tweede gedeelte van de tournee speelden ze het album The Number of the Beast van Iron Maiden en ontvingen soortgelijke reacties. Mike Portnoy kondigde toen ook aan dat ze in de toekomst meer van zulke covers zouden spelen. Tijdens de Octavarium-tour in 2005 werd de klassieker 'Dark Side of the Moon' van Pink Floyd gespeeld. Dit vond alleen plaats bij de concerten in Londen en Amsterdam (in de Heineken Music Hall). In 2006 werd in deze reeks 'Made in Japan' opgenomen, de klassieke live-lp van Deep Purple. Deze werd gemixt door Roger Glover die in 1972 ook bassist was bij Deep Purple. Het nummer 'Lazy' ontbreekt echter op deze bootleg.
Van het album Black Clouds & Silver Linings (2009) verscheen er een speciale uitvoering met een bonus-cd met daarop enkel covers van bands waar Dream Theater door beïnvloed is.

## Bezetting
- James LaBrie - zang (1991–heden)
- John Petrucci - gitaar en backing vocals (1986–heden)
- John Myung - basgitaar en Chapman Stick (1986–heden)
- Jordan Rudess - keyboards, lap steel gitaar en continuum (1999–heden)
- Mike Portnoy - drums, percussie en backing vocals (1986–2010 & 2023–heden)

### Voormalige bandleden
- Chris Collins - zang (1986–1990)
- Charlie Dominici - zang (1987–1990)
- Kevin Moore - keyboards (1986–1994)
- Mike Mangini - drums en percussie (2011–2023)
- Derek Sherinian - keyboards (1995–1999)

## Discografie

### Albums
| Album met eventuele hitnotering(en) in de Nederlandse Album Top 100 | Datum van verschijnen | Datum van binnenkomst | Hoogste positie | Aantal weken | Opmerkingen   |
| ------------------------------------------------------------------- | --------------------- | --------------------- | --------------- | ------------ | ------------- |
| When dream and day unite                                            | 06-03-1989            | -                     | -               | -            |               |
| Images and words                                                    | 30-06-1992            | -                     | -               | -            |               |
| Live at the Marquee                                                 | 03-09-1993            | 18-09-1993            | 52              | 8            | Livealbum     |
| Awake                                                               | 30-09-1994            | 15-11-1994            | 24              | 9            |               |
| A change of seasons                                                 | 19-09-1995            | 30-09-1995            | 34              | 8            | ep            |
| Falling into infinity                                               | 23-09-1997            | 04-10-1997            | 40              | 6            |               |
| Once in a LIVEtime                                                  | 27-10-1998            | 07-11-1998            | 60              | 5            | Livealbum     |
| Metropolis part 2 - Scenes from a memory                            | 26-10-1999            | 30-10-1999            | 28              | 4            |               |
| Live scenes from New York                                           | 11-09-2001            | -                     | -               | -            | Livealbum     |
| Six degrees of inner turbulence                                     | 29-01-2002            | 09-02-2002            | 14              | 5            |               |
| Train of thought                                                    | 10-11-2003            | 15-11-2003            | 21              | 7            |               |
| Live at Budokan                                                     | 05-10-2004            | 06-11-2004            | 91              | 1            | Livealbum     |
| Octavarium                                                          | 03-06-2005            | 18-06-2005            | 9               | 11           |               |
| Score, 20th anniversary world tour                                  | 25-08-2006            | 09-09-2006            | 34              | 2            | Livealbum     |
| Systematic chaos                                                    | 01-07-2007            | 09-06-2007            | 2               | 13           |               |
| Dream Theater greatest hit (...and 21 other pretty cool songs)      | 28-03-2008            | 05-04-2008            | 52              | 2            | Verzamelalbum |
| Black clouds & silver linings                                       | 19-06-2009            | 27-06-2009            | 3               | 12           |               |
| A Dramatic Turn of Events                                           | 09-09-2011            | 17-09-2011            | 2               | 9            |               |
| Dream Theater                                                       | 20-09-2013            | 28-09-2013            | 4               | 6            |               |
| The Astonishing                                                     | 29-01-2016            | 06-02-2016            | 4               | 5            |               |
| Distance over Time                                                  | 22-02-2019            | 02-03-2019            | 3               | 3            |               |
| A View from the Top of the World                                    | 22-10-2021            | 30-10-2021            | 3               | 2            |               |
| Parasomnia                                                          | 07-02-2025            | -                     | -               | -            |               |

| Album met hitnotering(en) in de Vlaamse Ultratop 200 albums    | Datum van verschijnen | Datum van binnenkomst | Hoogste positie | Aantal weken | Opmerkingen   |
| -------------------------------------------------------------- | --------------------- | --------------------- | --------------- | ------------ | ------------- |
| Six degrees of inner turbulence                                | 2002                  | 09-02-2002            | 35              | 2            |               |
| Train of thought                                               | 2003                  | 29-11-2003            | 76              | 1            |               |
| Octavarium                                                     | 2005                  | 18-06-2005            | 48              | 6            |               |
| Systematic chaos                                               | 2007                  | 16-06-2007            | 44              | 5            |               |
| Black clouds & silver linings                                  | 2009                  | 27-06-2009            | 36              | 7            |               |
| Dream Theater greatest hit (...and 21 other pretty cool songs) | 2008                  | 29-08-2009            | 74              | 2            | Verzamelalbum |
| A dramatic turn of events                                      | 2011                  | 17-09-2011            | 22              | 6            |               |

### Singles
| Single met eventuele hitnotering(en) in de Nederlandse Top 40 | Datum van verschijnen | Datum van binnenkomst | Hoogste positie | Aantal weken | Opmerkingen |
| ------------------------------------------------------------- | --------------------- | --------------------- | --------------- | ------------ | ----------- |
| Afterlife                                                     | 1989                  | -                     | -               | -            |             |
| Status seeker                                                 | 1989                  | -                     | -               | -            |             |
| Pull me under                                                 | 1992                  | -                     | -               | -            |             |
| Another day                                                   | 01-07-1993            | -                     | -               | -            |             |
| Take The Time                                                 | 1993                  | -                     | -               | -            |             |
| The silent man                                                | 1994                  | -                     | -               | -            |             |
| Lie                                                           | 1994                  | -                     | -               | -            |             |
| Hollow years                                                  | 1997                  | -                     | -               | -            |             |
| Through her eyes                                              | 02-2000               | -                     | -               | -            |             |
| As I am                                                       | 2003                  | -                     | -               | -            |             |
| Panic attack                                                  | 2005                  | -                     | -               | -            |             |
| Constant motion                                               | 2007                  | -                     | -               | -            |             |
| Forsaken                                                      | 2007                  | -                     | -               | -            |             |
| A rite of passage                                             | 11-05-2009            | -                     | -               | -            |             |
| Wither                                                        | 2009                  | -                     | -               | -            |             |
| On the backs of angels                                        | 2011                  | -                     | -               | -            |             |
| The enemy inside                                              | 2013                  | -                     | -               | -            |             |

## Videografie

### Video
- Images and words: Live in Tokyo (1993)
- 5 Years in a LIVEtime (1998)

Beide video's zijn ook verschenen in 1 uitgave als dubbel dvd.

### Dvd
- Metropolis 2000: Scenes From New York (2001)
- Images and Words: Live In Tokyo / 5 Years In A LIVEtime (2004) (gecombineerde dvd-heruitgave)
- Live At Budokan (2004)
- Score, 20th anniversary world tour (2006)
- Chaos In Motion 2007-2008 (2008)
- Live at Luna Park (2013)

| Dvd's met hitnoteringen in de Nederlandse Music Top 30      | Datum van verschijnen | Datum van binnenkomst | Hoogste positie | Aantal weken | Opmerkingen |
| ----------------------------------------------------------- | --------------------- | --------------------- | --------------- | ------------ | ----------- |
| Score - 20th anniversary world tour                         | 2006                  | 16-09-2006            | 5               | 9            |             |
| Chaos in motion 2007-2008                                   | 2008                  | 04-10-2008            | 3               | 8            |             |
| Live at Luna Park                                           | 2013                  | 23-11-2013            | 11              | 14           |             |
| Breaking the fourth wall - Live from the Boston Opera House | 2014                  | 04-10-2014            | 2               | 23           |             |

## Prijzen en certificaten

### RIAA Gold and Platinum certification
Zie ook: RIAA-certificatie
- Images and Words (Gold) - 2 februari, 1995
- Metropolis 2000: Scenes From New York (Gold) - 8 november 8, 2002
- Live at Budokan (Platinum) - 26 januari, 2005

### Keyboard Magazine
Jordan Rudess heeft de volgende onderscheiding gekregen van de Keyboard Magazine Reader's Poll

### Prijzen
1994:
- Best New Talent

2022:
- Grammy Award voor Best Metal Performance voor het nummer The Alien

#### Modern Drummer
Mike Portnoy heeft de volgende onderscheidingen gewonnen (van de Reader's Poll Awards):
1994:
- Best Up & Coming Talent

1995:
- Best Progressive Rock Drummer
- Best Recorded Performance (Awake)

1996:
- Best Progressive Rock Drummer
- Best Recorded Performance (A Change of Seasons)

1997:
- Best Progressive Rock Drummer

1998:
- Best Progressive Rock Drummer
- Best Recorded Performance (Falling Into Infinity)

1999:
- Best Progressive Rock Drummer

2000:
- Best Progressive Rock Drummer
- Best Recorded Performance (Metropolis, Pt. 2: Scenes From a Memory)
- Best Clinician
- Best Educational Video/dvd

2001:
- Best Progressive Rock Drummer

2002:
- Best Progressive Rock Drummer
- Best Recorded Performance (Six Degrees of Inner Turbulence)
- Best Clinician
- Best Educational Video/dvd

2003:
- Best Progressive Rock Drummer

2004:
- Best Progressive Rock Drummer
- Hall of Fame Inductee

2005:
- Best Progressive Rock Drummer